# Антошкино (Курганская область)
Антошкино — деревня в Шумихинском районе Курганской области. До преобразования в июле 2020 года муниципального района в муниципальный округ входила в состав Рижского сельсовета.

## История
До 1917 года входила в состав Рижской волости Челябинского уезда Оренбургской губернии. По данным на 1926 год состояла из 103 хозяйств. В административном отношении входила в состав Рижского сельсовета Шумихинского района Челябинского округа Уральской области.

## Население
| 1989 | 2002 | 2010 |
| ---- | ---- | ---- |
| 130  | ↘101 | ↘65  |

По данным переписи 1926 года в деревне проживало 528 человек (255 мужчин и 273 женщины), в том числе: русские составляли 100 % населения.